# Dicaeum tristrami
Pica-flor-de-makira ou pica-flor-mosqueado (Dicaeum tristrami) é uma espécie de ave da família Dicaeidae.
É endémica das Ilhas Salomão.
Os seus habitats naturais são: regiões subtropicais ou tropicais húmidas de alta altitude.